# Timiderte
Timiderte ou Timidarte (em árabe: تيمضرت) é um douar (aldeia) berbere do sul de Marrocos, situada  no vale do Drà, a meio caminho entre Ouarzazate e Zagora, 76 km a noroeste desta e 9 km a leste de Tamnougalt. Faz parte da província de Zagora e da região de Souss-Massa-Drâa e tem cerca de 16 km. É conhecida principalmente pelo seu casbá (fortaleza ou castelo apalaçado), por vezes referido como um dos mais impressionantes de Marrocos.
A aldeia encontra-se junto um palmeiral do pitoresco vale do Drá, tendo a norte o Jbel (Monte) Kissane, que se estende desde a margem do Drà oposta a Agdz. As principais atividades económicas são a agricultura e algum artesanato.
A região tem diversos casbás, o mais célebre e imponente foi construído por Brahim, o filho mais velho de Thami El Glaoui, o paxá Marraquexe, o governante feudal de grande parte do sul de Marrocos durante a primeira metade do século XX.
Nas proximidades de Timiderte encontram-se algumas das mais antigas inscrições rupestres do vale do Drá, uma região rica tanto em inscrições como pinturas rupestres.